# Owen Roberts International Airport

i7
i11
i13
Der Owen Roberts International Airport (IATA-Code: GCM, ICAO-Code: MWCR) ist der größte Flughafen der Cayman Islands, eines Britischen Überseegebiets. Er befindet sich im Südwesten der Insel Grand Cayman nahe der Hauptstadt George Town und ist Heimatflughafen der Fluggesellschaft Cayman Airways.
Der 1954 eröffnete Flughafen wurde nach dem 1953 bei einem Flugzeugabsturz tödlich verunglückten Flugpionier und Gründer der Caribbean International Airways Owen „Bobby“ George Endicott Roberts benannt.

## Geschichte
Auf Betreiben von Owen Roberts, Eigentümer der Caribbean International Airways und ehemaliger Wing Commander der Royal Air Force, wurde auf Grand Cayman ab 1952 eine Landebahn mit einer Länge von 1520 Metern angelegt. Am 28. November landete das erste Flugzeug auf der teilweise fertiggestellten Piste. Der Bau des Flugplatzes war im August 1953 vollendet, im März 1954 wurde er offiziell als „Owen Roberts Field“ eröffnet.
Die Start- und Landebahn wurde 1964 auf 1830 Meter und in späteren Jahren auf 2136 Meter verlängert. Im Mai 1967 landete erstmals ein Strahlflugzeug, eine BAC 1-11 der Lacsa, auf dem Flughafen. Der fortgesetzte Anstieg der Fluggastzahlen erforderte 1984 den Bau eines neuen Passagierterminals.
Seit 2015 wird der Flughafen in Anlehnung an den 2014 erstellten „Airport Master Plan 2032“ mit einem Kostenaufwand von rund 100 Mio. CI$ umgebaut und erweitert.

## Flughafenanlagen

### Start- und Landebahn
Die einzige, mit gerilltem Asphalt gedeckte Start- und Landebahn des Flughafens verläuft ungefähr in Ost-West-Richtung und hat seit Freigabe der Erweiterung im Februar 2021 eine Länge von 2398 Metern. Ihre Einordnung unter ICAO-Referenzcode 4D bezeichnet sie als geeignet zur Aufnahme von Flugzeugen der Größe einer Boeing 767 oder eines Airbus A310.
Die Start- und Landebahn ist für beide Richtungen mit Endbefeuerung (REL), Pistenrandbefeuerung hoher Intensität, Präzisions-Anflug Gleitwinkelbefeuerung (PAPI) und mit einem Short Approach Light System (SALS) ausgerüstet. Im Rahmen der laufenden Erweiterungsmaßnahmen wurde die Landebahn mit einem neuen tragfähigeren Belag versehen und um etwa 265 Meter verlängert, um die Handhabung großer Flugzeuge wie der Boeing 777 zu erleichtern. Am westlichen Ende wurde eine Wendeschleife mit Warteposition angelegt.

### Vorfelder und Rollbahnen
Nördlich der Start- und Landebahn befinden sich zwei Vorfelder. Das Terminalvorfeld liegt nördlich der ungefähren Mitte der Start- und Landebahn und ist mit dieser durch zwei je 28 Meter breite, mit Mittellinien- und Randfeuern ausgerüstete Rollbahnen verbunden. Es dient vor allem dem gewerblichen Luftverkehr zum Be- und Entladen der Passagiere und bietet 14 Parkpositionen für Flugzeuge. Ausrüstung für den Bodenservice wird auf einem 4830 m² großen gepflasterten Areal westlich des Terminalvorfelds aufbewahrt.
Das weiter westlich gelegene Vorfeld für die Allgemeine Luftfahrt hat eine Fläche von 24.700 m² und ist mit dem Terminalvorfeld durch eine ausschließlich Bodenfahrzeugen vorbehaltene Straße verbunden. Die Anbindung an die Start- und Landebahn erfolgt durch zwei je 23 Meter breite, mit Rollbahnrandfeuern ausgestattete Rollbahnen.
Eine weitere, 23 Meter breite Rollbahn, die parallel zur Start- und Landebahn verläuft und deren östliches Ende mit dem Terminalvorfeld verbindet, wurde 2020 im Zuge der Erweiterungsmaßnahmen angelegt.

### Terminals

#### Passagierterminal

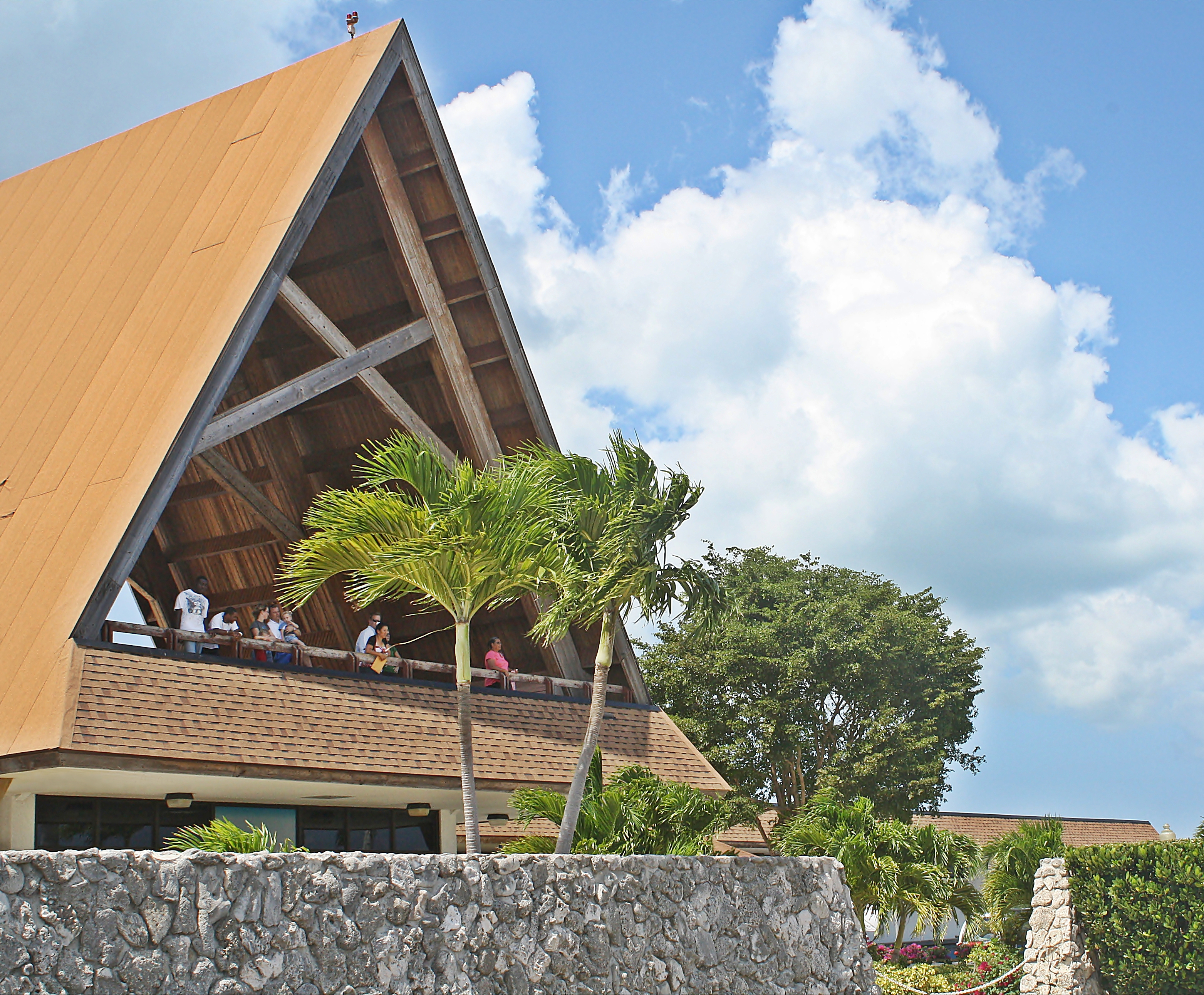
Nur noch Geschichte: Die „waving gallery“, die beim Umbau 2017 entfernt wurde

Der Passagierterminal befindet sich an der nördlichen Seite des Terminalvorfelds. Das Gebäude aus den 1980er Jahren war für einen Durchsatz von rund 500.000 Fluggästen jährlich konzipiert, zuletzt benutzte aber annähernd eine Million Passagiere pro Jahr den Flughafen. Deshalb erfolgten ab 2015 grundlegende Umbauten, und am 27. März 2019 wurde der mit einem Aufwand von rund 50 Mio. Kaiman-Dollar modernisierte und erweiterte Terminal offiziell eingeweiht. In dem zweigeschossigen Gebäude mit einer von zuvor rund 7.150 auf jetzt etwa 19.300 Quadratmeter beinahe verdreifachten Nutzfläche können künftig bis zu 2,5 Millionen Fluggäste jährlich abgefertigt werden. Für die Passagiere stehen 39 Check-in-Schalter sowie neun Flugsteige zur Verfügung. Das einstige Wahrzeichen des Flughafens, die offene A-förmige „waving gallery“ (deutsch „Wink-Galerie“) fiel den Erfordernissen des Umbaus zum Opfer.

#### General Aviation Terminal
An der Nordseite des weiter westlich gelegenen kleineren Vorfelds befindet sich der Terminal für die Allgemeine Luftfahrt (General Aviation Terminal, GAT). Das kleine Gebäude beherbergt neben dem Raum zur Einweisung der Piloten und den Einwanderungs- und Zollschaltern auch den Flugwetterdienst.

### Weitere Einrichtungen
Angrenzend an das westliche Vorfeld stehen mehrere Hangars. Die auf dem Owen Roberts Airport beheimatete Cayman Airways wartet hier ihre Flotte. Ein zweiter großer Hangar gehört Island Air, die auch Bodenservice und Wartung für die Allgemeine Luftfahrt durchführt. Ein dritter, kleinerer Hangar wird von der Mosquito Research & Control Unit genutzt.
Für Luftfracht steht angrenzend an den Cayman-Airways-Hangar eine Lagerhalle mit einer Fläche von 1720 m² zur Verfügung.
Die Station der Flughafenfeuerwehr befindet sich nördlich der Start- und Landebahn zwischen den beiden Vorfeldern. Es stehen vier Flugfeldlöschfahrzeuge sowie zwei südlich der Schwelle von Landebahn 26 stationierte Rettungsboote zur Verfügung.
Zwischen der Feuerwehrstation und dem westlichen Vorfeld steht der 21 Meter hohe Tower.
Für Besucher und Passagiere gibt es landseitig nördlich des Passagierterminals einen Kurzzeitparkplatz mit 180 Parkständen und einen Langzeitparkplatz mit 341 Parkständen.

## Fluggesellschaften und Ziele
Der Owen Roberts International Airport ist Heimatflughafen der Fluggesellschaft Cayman Airways, die von hier aus Destinationen in der Karibik, in den Vereinigten Staaten und in Zentralamerika sowie unter der Marke „Cayman Airways Express“ die nationalen Ziele Cayman Brac und Little Cayman anfliegt.
Mehrere nordamerikanische Fluggesellschaften führen regelmäßige Linienflüge von hier zu ihren im Osten und in der Mitte des Kontinents liegenden Drehkreuzen durch. British Airways bietet mehrmals wöchentlich eine Direktverbindung nach London mit Zwischenstopp in Nassau auf den Bahamas an.

## Verkehrszahlen
| Jahr                                      | Fluggastaufkommen | Luftfracht (Tonnen) (mit Luftpost) | Flugbewegungen (mit Militär) |
| ----------------------------------------- | ----------------- | ---------------------------------- | ---------------------------- |
| 2020                                      | 363.811           | 748                                | 12.036                       |
| 2019                                      | 1.389.853         | 1.135                              | 27.381                       |
| 2018                                      | 1.247.345         | 15.863 *)                          | 26.489                       |
| 2017                                      | 1.206.105         | 1.296                              | 25.636                       |
| 2016                                      | 1.127.353         | 1.000                              | 24.795                       |
| 2015                                      | 1.091.966         | 754                                | 24.422                       |
| 2014                                      | 1.095.586         | 821                                | 25.146                       |
| 2013                                      | 1.003.215         | 1.871                              | 23.999                       |
| 2012                                      | 990.104           | 1.142                              | 24.203                       |
| 2011                                      | 957.915           | 2.216                              | 24.160                       |
| 2010                                      | 961.610           | 2.277                              | 23.863                       |
| 2009                                      | 937.114           | 2.741                              | 23.414                       |
| 2008                                      | 1.082.613         | 3.342                              | 25.307                       |
| 2007                                      | 934.853           | 3.892                              | 25.847                       |
| 2006                                      | 861.029           | 3.246                              | 25.119                       |
| 2005                                      | 678.722           | 4.574                              | 22.251                       |
| Quelle: Cayman Islands Airports Authority |                   |                                    |                              |